# Neukirchen bei Sulzbach-Rosenberg
Neukirchen bei Sulzbach-Rosenberg là một đô thị ở huyện Amberg-Sulzbach bang Bayern nước Đức. Đô thị Neukirchen bei Sulzbach-Rosenberg có diện tích 45,75 km², dân số thời điểm ngày 31 tháng 12 năm 2006 là 2801 người.